# Nevrijeme u Požegi 2021.
U popodnevnim satima 25. lipnja 2021. godine Požegu i okolna naselja zahvatilo je olujno nevrijeme. Nevrijeme je započelo oko 16:20 u zapadnom dijelu grada s umjerenim vjetrom i kišom. U sljedećih pet minuta intenzitet vjetra i kiše se znatno pojačao te je počela padati tuča. Oštećene su mnoge zgrade, voćnjaci i vrtovi, a grad i županija proglasili su elementarnu nepogodu. 

### Oluja s tučom
Ljetna oluja započela je oko 16 sati u zapadnim dijelovima grada, gdje je uz vjetar i kišu počela padati tuča veličine loptice za tenis. U okolici trga Svetog Trojstva nevrijeme jača i kroz sljedećih nekoliko minuta kvartovi uz ulicu Stjepana Radića i istočno od nje bivaju zasuti intenzivnijom tučom. Kretajući se dalje prema istoku grada, oluja jača i zahvaća Industrijsku, Dubrovačku i Osječku ulicu. Nevrijeme je zatim oslabilo na trenutak da bi se nastavila intenzivnija kiša s tučom, koja zasipa i prigradska naselja Vidovce, Dervišaga i Jakšić. Ova zapažanja o nevremenu mogu se rekonstruirati iz većeg broja izjava i snimaka (slike i video) stanovnika koja su se pojavila u medijima. Izjave očevidaca opisuju kako su stanovnici morali lopatama čistiti led iz dvorišta i s ulice. Tuča je prouzročila znatna oštećenja u svim nevedenim dijelovima, tako da je u Dubrovačkoj ulici stradalo otprilike tri četvrtine krovova. Voćnjaci i vrtovi su nakon oluje mjestimice u potpunosti bez lišća, a tuča je ogulila koru s grana drveća i voćaka.
Grad Požega, odnosno Županija požeško-slavonska su proglasili elementarnu nepogodu. Građanima su isplaćene naknade za ublažavanje i uklanjanje posljedica u iznosima od 67,50 do 63 375 00 kn[koliko?] u rujnu 2021. godine, a ukupno više od 11 milijuna kuna.
Kao zanimljivost se ističe anegdota iz prigradskog naselja Vidovci, gdje je oluja samo 19 dana ranije prouzročila bujice niz ulice koje se prižaju prema Požeškoj gori pa su bile poplavljene garaže i kuće. Određeni broj stanovnika Vidovaca je izveo svoja vozila ispred garaža i kuća da ih opet ne poplavi voda, da bi ih ovaj put dočekala jaka tuča. Više od šest mjeseci kasnije, u Požegi je sasvim uobičajeno da automobili imaju lim izudaran od tuče. Štete nisu bile samo na krovovima i nasadima, nego su stradale i ptice, od kojih je jedan broj zbrinut u zološkom vrtu u Zagrebu.

### Meteorološka mjerenja
U Požegi postoji meterološka postaja koja daje podatke DHMZ-u i nalazi se u Osječkoj ulici, u blizini Opće županijske bolnice Požega. Nažalost, budući da DHMZ-ova postaja daje svega dva mjerenja dnevno, podaci o ovom nevremenu nisu od koristi. Ipak, zahvaljujući dobrovoljcima koji održavaju nekolicinu amaterskih meteo postaja, crowdsourcing web stranica pljusak.com je prikupila podatke s čak šest postaja. Kako je riječ o amaterskim postajama, nažalost, samo postaje na Tekiji i u Industrijskoj ulici su bile kalibrirane, dok ostale nisu. Uslijed tuče, čak četiri postaje su stradale u nevremenu. Zahvaljujući dobrovoljcima koji podatke svojih meteo postaja šalju na web stranicu pljusak.com, nastradale meteo postaje su unutar 6 mjeseci zamijenjene, boljim, kalibriranim uređajima.
| Naziv postaje | Max temp (ºC) | Min temp (ºC) | Max tlak (hPa) | Min tlak (hPa) | Max Vjetar (m/s) | Min vlaga (%) | Max vlaga (%) | Oborine (mm) |
| Tekija**      | 34,7          | 19,8          | 1018,6         | 1015,2         | 3,6              | 43            | 90            | 10,21**      |
| Marindvor†    | 33,9          | 23            | 1015,3*        | 1013,1*        | 3,6†             | 39†           | 66†           | †            |
| S, Radića†    | 33,6          | 27,3          | 1017,4*        | 1022,1*        | †                | 43            | †             | †            |
| Industrijska  | 33,7          | 17,9          | 1015,1         | 1010,5         | 13,4             | 40            | 95            | 25,9         |
| Jakšić†       | 33            | 21,7          | 1012,3*        | 1009,4*        | 3,1†             | 51†           | 77†           | 22,8†        |
| Požeška gora† | 33,4          | 28,8          | 1014,6*        | 1009,7*        | 4,5†             | 43†           | †             | †            |

† Postaja je oštećena tijekom oluje * Senzor nije kalibriran **Postaja na Tekiji je zbog nestanka struje prestala mjeriti tijekom oluje.